# Skyrora
Skyrora Ltd is een Brits privaat ruimtevaartbedrijf opgericht in 2017 en gebaseerd in Glasgow, Schotland. De design en productieafdeling is gelegen in Cumbernauld.
Op 5 augustus 2025 verkreeg Skyrora een licentie om te lanceren vanaf SaxaVord Spaceport. Lancering kon op dat moment niet doorgaan omdat een van de lauchpads door een anomalie bij een RFA One van Rocket Factory Augsburg beschadigd werd terwijl de enige andere beschikbare Launchpad door RFA gebruikt werd als uitwijk.